# Список прем'єр-міністрів Гвінеї-Бісау
У даній статті подано список прем'єр-міністрів Гвінеї-Бісау.
| Прем'єр                       | Термін перебування на посаді        |
| ----------------------------- | ----------------------------------- |
| Франсішку Мендеш              | 24 вересня 1973 — 7 липня 1978      |
| Константіну Тейшейра          | 7 липня — 28 вересня 1978           |
| Жуан Бернарду Вієйра          | 28 вересня 1978 — 14 листопада 1980 |
| Віктор Сауде Марія            | 14 травня 1982 — 10 березня 1984    |
| Карлуш Коррейя                | 27 грудня 1991 — 26 жовтня 1994     |
| Мануель Сатурніно да Кошта    | 26 жовтня 1994 — 6 червня 1997      |
| Карлуш Коррейя                | 6 червня 1997 — 3 грудня 1998       |
| Франсішку Фадул               | 3 грудня 1998 — 19 лютого 2000      |
| Каетано Н'Чама                | 19 лютого 2000 — 19 березня 2001    |
| Фаустіну Імбалі               | 21 березня — 9 грудня 2001          |
| Аламара Нхассе                | 9 грудня 2001 — 17 листопада 2002   |
| Маріу Піреш                   | 17 листопада 2002 — 14 вересня 2003 |
| Артур Санья                   | 28 вересня 2003 — 10 травня 2004    |
| Карлуш Гомеш Жуніор           | 10 травня 2004 — 2 листопада 2005   |
| Аристідеш Гомеш               | 2 листопада 2005 — 9 квітня 2007    |
| Мартінью Ндафа Кабі           | 9 квітня 2007 — 5 серпня 2008       |
| Карлуш Коррейя                | 5 серпня 2008 — 25 грудня 2008      |
| Карлуш Гомеш Жуніор           | 25 грудня 2008 — 10 лютого 2012     |
| Адіату Дьяло Нандінью (в. o.) | 10 лютого 2012 — 12 квітня 2012     |
| Руй Дуарте де Баррош (в. o.)  | 16 травня 2012 — 3 липня 2014       |
| Домінгуш Сімоеш Перейра       | з 3 липня 2014 — 3 липня 2015       |